# Черемха звичайна
Чере́мха звича́йна, слива черемхова, черемха пташина, черемха (Prunus padus) — рослина роду слива (Prunus) родини трояндових (Rosaceae). Черемха також відома під назвою черемши́на.

## Опис

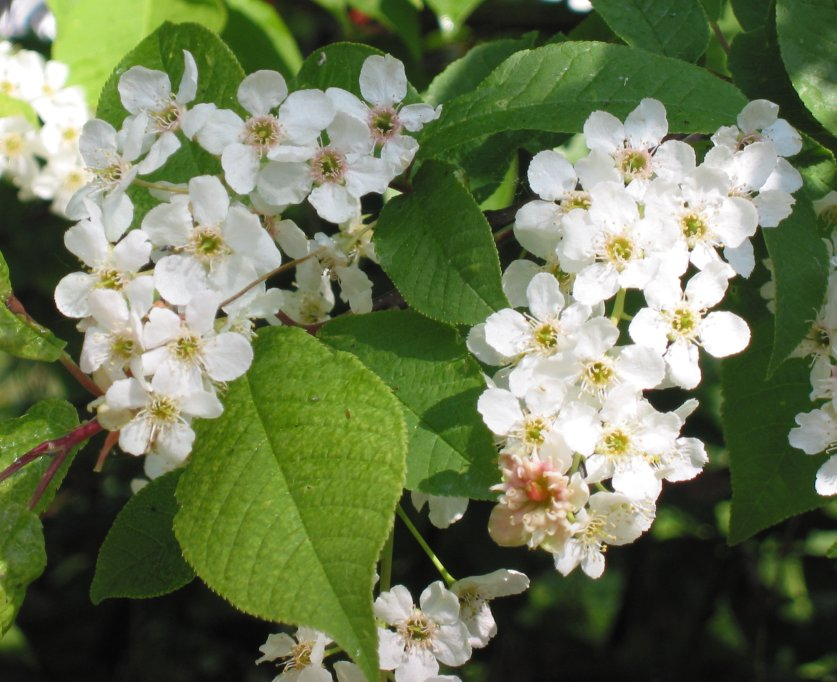
Квіти черемхи звичайної

Черемха звичайна — невисоке (2—10 м заввишки) дерево або високий кущ. Кора — сірувато-чорна, з помітними сочевичками на ній. Молода кора пахуча.
Пагони — ясно-зелені або коричнево-червоні, блискучі. Листки — чергові, тонкі, видовжено-еліптичні (5—12 см завдовжки, 2—6 см завширшки), зверху голі, знизу по жилках запушені, дрібно-пилчасті, до вершини загострені. Черешки — короткі, біля основи пластинки мають дві маленькі залозки, прилистки лінійно-шилоподібні, залозисто-зубчасті, рано опадають.
Квітки черемхи — пахучі, численні, розміщені на голих квітконіжках у густих пониклих китицях (10—15 см завдовжки), квітколоже — чашоподібне. Чашечка з п'яти трикутних, по краях залозистих чашолистків, віночок білий (до 1,5 см у діаметрі), пелюсток п'ять, тичинок багато, маточка одна з одним стовпчиком і верхньою зав'яззю.
Плід — однонасінна куляста кістянка (8—10 мм у діаметрі), чорна, блискуча; кісточка округло-яйцеподібна, складчаста.

## Поширення

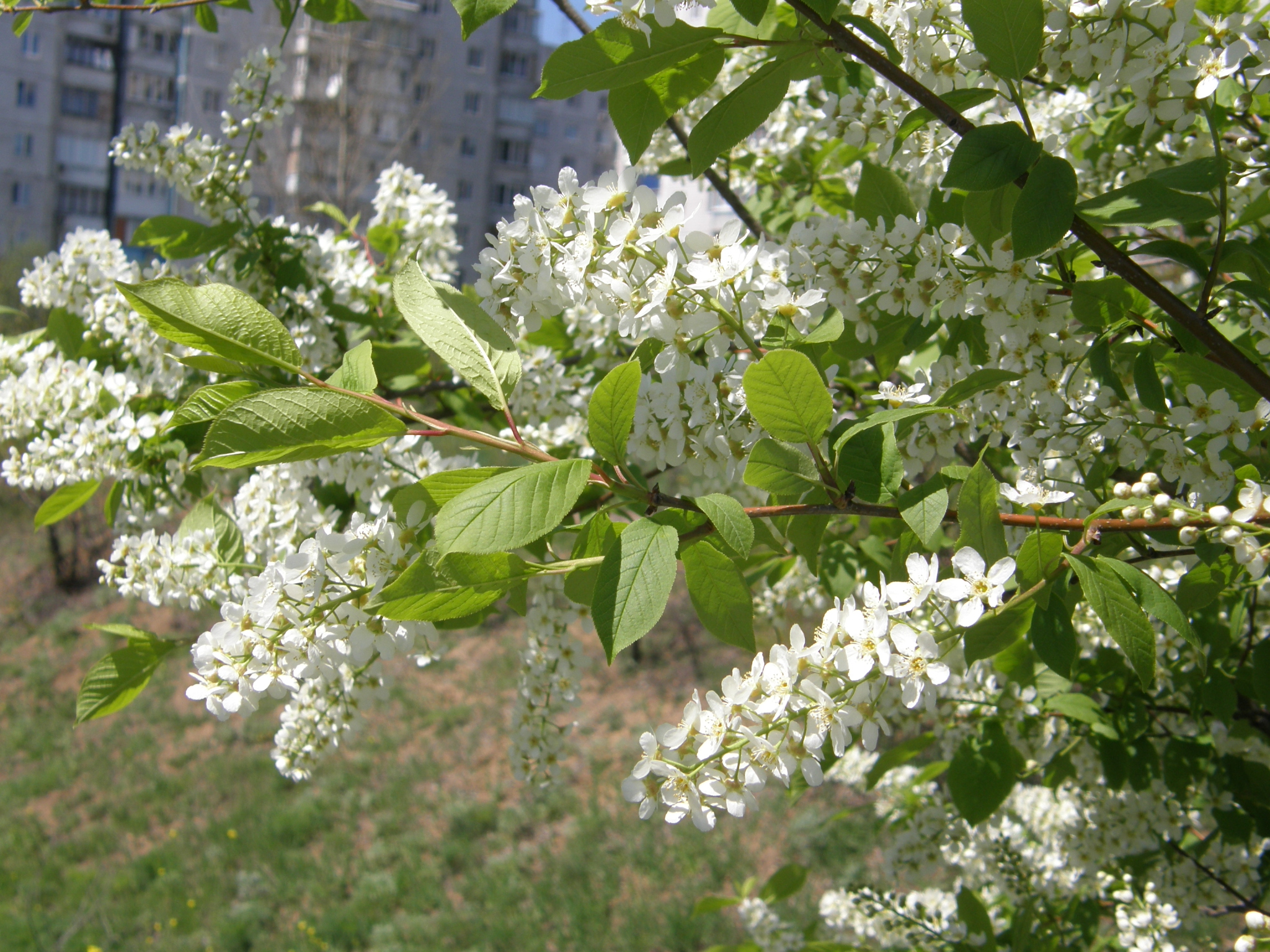
Квітуча черемшина у Донецьку

Черемха звичайна росте у підліску або другому ярусі мішаних і листяних лісів, по чагарниках, уздовж річок і озер, по ярах і заплавних луках. Зимостійка, світлолюбна рослина.
Цвіте у квітні — травні, плоди достигають у липні — серпні. Запилюється, в основному, комахами.
Поширена майже по всій Україні, крім степу і Криму. Райони заготівель — Волинська, Рівненська, Житомирська, Київська, Чернігівська, Сумська, Харківська, Хмельницька. Тернопільська, Чернівецька, Івано-Франківська, Львівська, Закарпатська області.
Запаси сировини черемхи звичайної є значними.

## Практичне використання

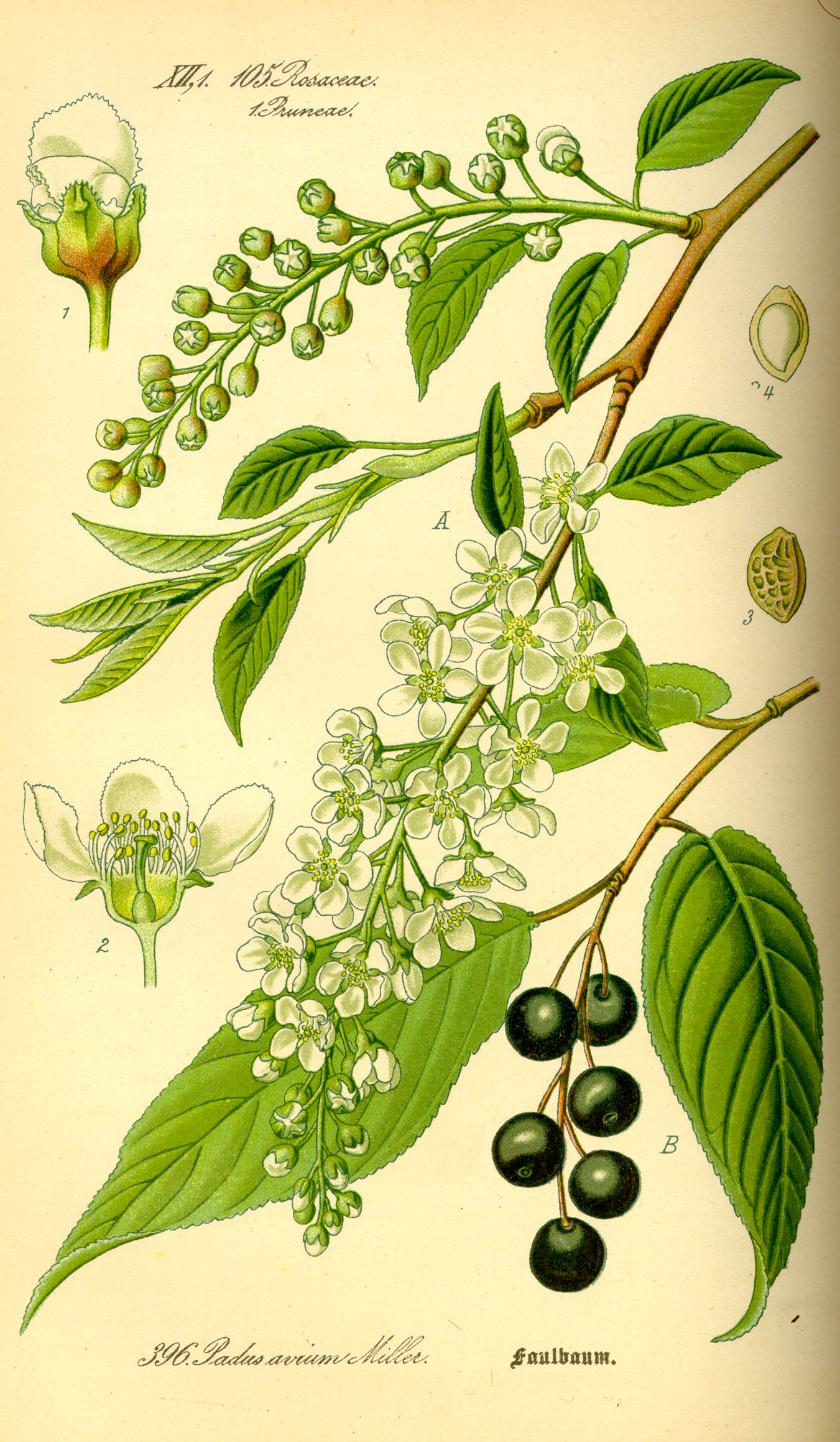
Черемха звичайна. Ботанічна ілюстрація з книги О. В. Томе Flora von Deutschland, Österreich und der Schweiz, 1885

Черемха звичайна — харчова, медоносна, лікарська, фітонцидна, фарбувальна, деревинна, декоративна рослина.

### У харчуванні
Плоди черемхи мають солодкувато-терпкий присмак, але в стадії повної стиглості терпкуватий присмак зникає, і плоди стають придатними для вживання в їжу свіжими. Частіше їх використовують для різноманітної переробки: приготування наливок, фруктово-ягідних вин, їх сушать і консервують.
У плодах черемхи містяться цукри (близько 5 %), яблучна й лимонна кислоти, дубильні речовини, мигдалева олія, мінеральні сполуки. Висушені плоди дуже часто використовують для одержання «черемхового борошна», з якого готують начинку для пирогів, фруктових і хлібних виробів, печива тощо. Нерідко її разом з медом або цукром застосовують для приготування киселів, настоїв, желе, чаю. У сибірських селах до черемхового борошна додають цукор, розтирають й заварюють як турецьку каву, готують желе з молоком або водою, яке їдять з хлібом, а також готують тетерю.
Черемха звичайна — весняний медонос і пилконос, що дає підтримуючий взяток. Іноді бджоли збирають на її листках медв'яну росу.

### У медицині
Плоди черемхи мають не тільки харчове, а й лікарське значення. У науковій медицині плоди її — Fructus Pruni padi — застосовують як протипроносний в'яжучий засіб. У народній медицині застосовують всі частини рослини: квітки при хворобах очей, кору як сечогінний і потогінний засіб, листки — при проносі і бронхітах, суцвіття — при порушенні обміну речовин, плоди як антицинготний засіб, а всі частини рослини — при анемії, запаленні слизової оболонки рота. Є вказівки на застосування черемхи при застуді, ревматизмі, туберкульозі легень, подагрі та пропасниці.

### Інше використання
У листках і квітках черемхи містяться фітонциди, що знищують шкідливих бактерій та оздоровлюють повітря.
З кори добувають зелену і буро-червону фарби, які застосовують для фарбування тканин.
Деревина черемхи — блискуча, легка, буро-червоного кольору, застосовується для різьблення і дрібних виробів.
Черемха — дуже декоративна рослина, особливо форми з плакучими гілками, махровими квітками і різнобарвними листками. Рекомендується для поодиноких і групових посадок. Є вказівки на інсектицидні властивості черемхи. Насіння злаків обкурюють перед сівбою димом від спалювання гілок черемхи.

## Збирання, переробка та зберігання
Плоди черемхи збирають з китицями у період їх повної стиглості в ясну суху погоду. Свіжі плоди можуть зберігатися в прохолодних приміщеннях протягом кількох тижнів. Зберігають їх у кошиках, перекладаючи шари ягід листками.
Сушать плоди на сонці, у печах чи вогневих сушарках при температурі до 40—50 °C. Висушені плоди сортують на решетах і відділяють плодоніжки й гілочки. Пакують у мішки вагою по 60 кг і зберігають у сухих прохолодних приміщеннях.